# Ölme, Visnum och Väse tingslag
Ölme, Visnum och Väse tingslag var ett tingslag i Värmlands län i Östersysslets domsaga. 
Tingslaget inrättades 1877 av Väse tingslag, Ölme tingslag och Visnums tingslag  och uppgick 1948 i Östersysslets tingslag.

## Omfattning

### Socknarna i häraderna
- Väse härad
- Visnums härad
- Ölme härad